# Cereus fricii
Cereus fricii là một loài thực vật có hoa trong họ Cactaceae. Loài này được Backeb. mô tả khoa học đầu tiên năm 1930.

## Hình ảnh

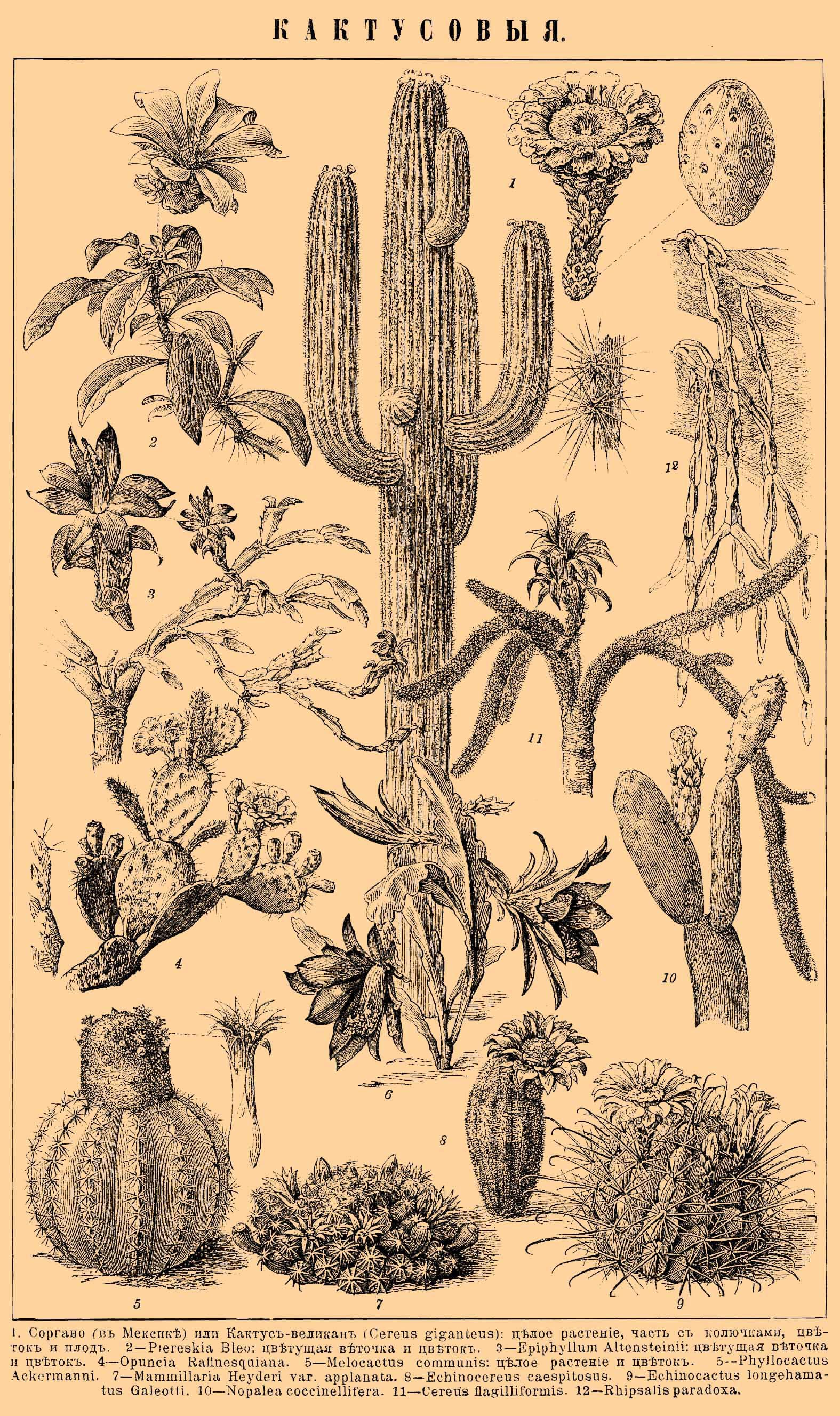
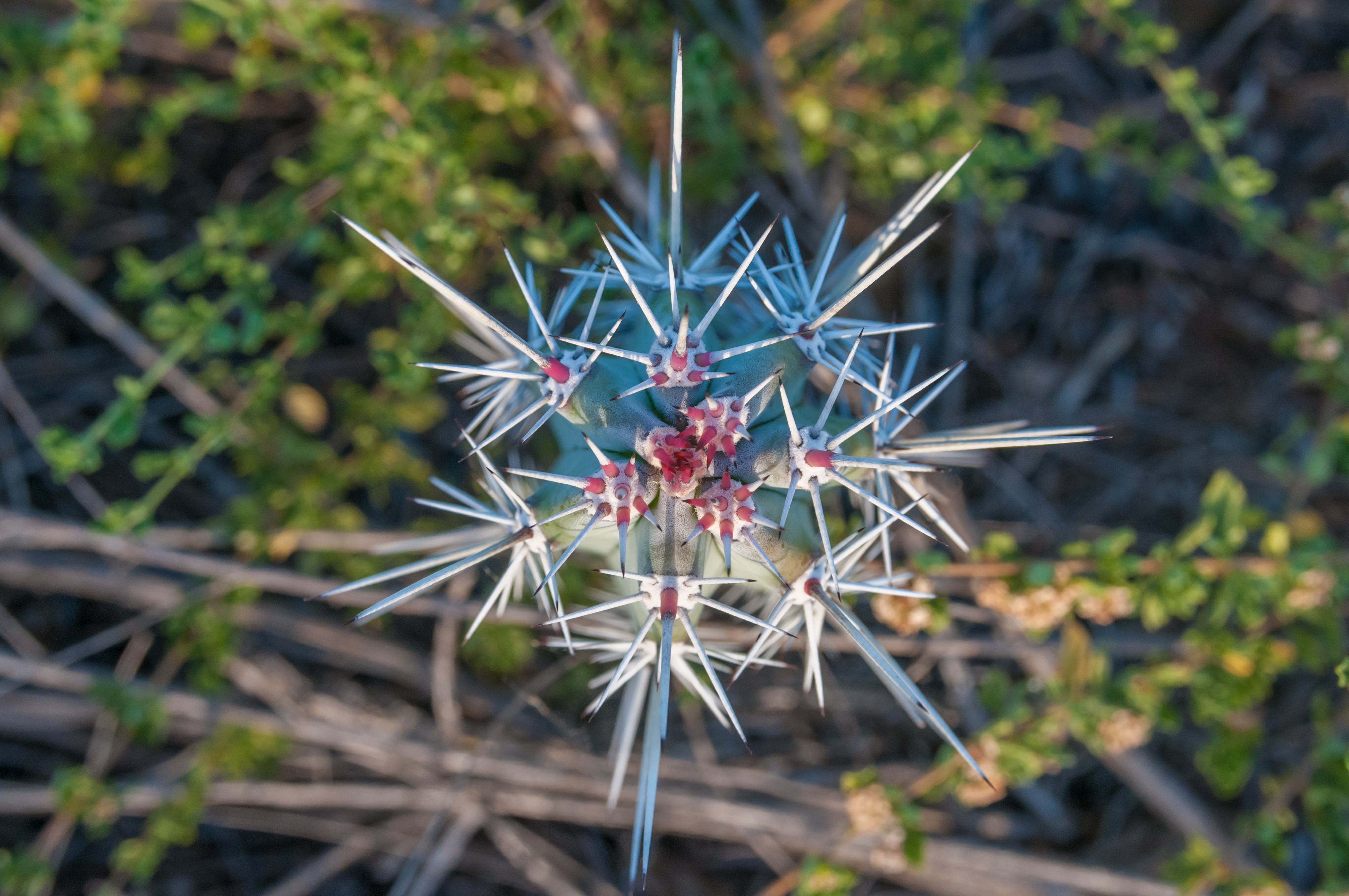